# 平井憲夫
平井 憲夫（ひらい のりお、1939年 - 1997年1月）は、日本の技術者（一級プラント配管技能士）、反原発活動家。原発事故調査国民会議顧問、原発被曝労働者救済センター代表。

## 生涯
岡山県倉敷市生まれ。石油化学プラント建設会社に入社し、千代田化工建設、日立製作所グループの吉田溶接工業、東京電力福島第一、第二、中部電力浜岡、日本原電敦賀、同東海など、沸騰水型原発の建設、定期検査における配管工事の監督を20年以上原発で勤めた。1988年退社後、1990年「原発被曝労働者救済センター」を設立、代表として原発工事で被曝する労働者の救済にあたりながら、全国で講演活動を繰り広げた。各原発建設現場の実態を法廷で証言する。58歳没。

## 人物
- 原発作業員の実体験から、原子力発電所と放射能の危険性について証言した。
- 福島、浜岡、島根、東海、敦賀などの14基に及び、日本の沸騰水型原発のほとんどに関与した。
- 『平井憲夫さんのお話』（PKO法『雑則』を広める会、1996年刊）の内容が話題になった。

## 参考資料
- 原発がどんなものか知ってほしい - 「PKO法『雑則』を広める会」の佐藤弓子たちがまとめたもので、「市民メディア・インターネット新聞JANJAN」に連載。